# Eric Simonson
Eric Simonson, född 1955 i Tacoma, Washington, är en amerikansk coach inom bergsbestigning, som gjort åtta expeditioner till Mount Everest.
1999 ledde Simonson den expedition, som hade till uppdrag att leta efter George Mallory och Andrew Irvine, som försvann under ett försök att bestiga Mount Everest i juni 1924.